# A&W Root Beer
A&W Root Beer (в переводе с англ. — «корневое пиво A&W») — американский бренд корневого пива, основанный в 1919 году Роем У. Алленом и в основном имеющий распространение в США и Канаде. Аллен стал партнёром Фрэнка Райта в 1922 году, создав бренд A&W и дав вдохновение на создание сети ресторанов A&W, образованной в том же году. Первоначально A&W Root Beer продавалась за пять центов, что эквивалентно 0,78 доллара на 2021 год.
Права на бренд A&W принадлежат компании Keurig Dr Pepper (кроме Канады), которая, в свою очередь, предоставляет лицензию на бренд американской сети ресторанов A&W. Продукция A&W Root Beer распространяется через различных ботлеров США. A&W Food Services of Canada, независимая как от Keurig Dr Pepper, так и от американской сети ресторанов, отвечает за рестораны и маркетинг продуктов из корневого пива в Канаде, а розничные продукты разливаются по бутылкам и распространяются компанией Coca-Cola. Американский A&W Root Beer также продаётся как импортный напиток в Юго-Восточной Азии и Италии (где у A&W также есть рестораны), а также в Австралии, Чили и других странах.

## История
Рой В. Аллен открыл придорожный киоск с корневым пивом в Лодайе в 1919 году, используя формулу, которую он купил у фармацевта. Вскоре он открыл киоски в Стоктоне, а также пять киосков в близлежащем Сакраменто, где «мальчики с подносов» стали пионерами в обслуживании у обочины. В 1920 году Аллен стал партнёром Фрэнка Райта, создав торговую марку A&W.
В 1924 году Аллен выкупил долю Райта, благодаря чему получил полное право на торговую марку Wright и начал продавать ресторанные франшизы, создав одну из первых сетей ресторанов в США. Владельцы франшизы могли использовать название и логотип A&W, а также покупать концентрированный сироп корневого пива у Аллена. К 1933 году насчитывалось более 170 франшиз A&W. У франшиз не было общего меню, архитектуры и набора процедур, а некоторые даже предпочитали продавать ещё и еду.
Во время Второй мировой войны франшизы боролись с нехваткой рабочей силы и нормированием сахара, но после войны ссуды GI частично помогли утроить количество торговых точек A&W. Распространение автомобилей и мобильность, которую они предлагали, привели к тому, что к 1950 году работало более 450 киосков A&W Root Beer. В том же году Аллен ушёл на пенсию и продал бизнес Джину Хертцу, который основал A&W Root Beer Company. Первая торговая точка A&W Root Beer в Канаде открылась в 1956 году.
К 1960 году количество ресторанов A&W увеличилось до более чем 2000.
В 1963 году компания была продана J. Hungerford Smith Company, которая производила концентрат Аллена с 1921 года. В том же году на Гуаме открылся первый зарубежный ресторан A&W. В 1966 году Hungerford был продан United Fruit Company, которая объединилась с AMK Corporation в 1970 году и образовала United Brands Company.
В 1971 году United Brands создала дочернюю компанию A&W Distributing Co., находящуюся в полной собственности, для розничной продажи своего корневого пива. После тестовых запусков в Аризоне и Калифорнии продукты были распространены по всей стране, включая версии без сахара, с низким содержанием натрия и без кофеина. В 1974 году A&W представила «Большого Корневого Медведя», талисмана, служившего послом доброй воли бренда.
В конце 1970-х годов была создана компания A&W Restaurants для управления ресторанной франшизой. Она была куплена в 1982 году А. Альфредом Таубманом.
Медведь и связанная с ним музыкальная тема стали основой канадской рекламной кампании. Талисман был настолько успешным, что в конечном итоге его переняли и в американской сети A&W.
В 1986 году были представлены A&W Cream Soda и A&W Diet Cream Soda, после чего их стали распространять по всему США. В 1987 году A&W Sugar-Free была изменена на Diet A&W.
В октябре 1993 года A&W Beverages объединилась с Cadbury Beverages. В 2008 году она выделила свой бизнес по производству напитков в США как Dr Pepper Snapple Group.
В июле 2017 года A&W Canada изменила формулу своего корневого пива, отказавшись от кукурузного сиропа с высоким содержанием фруктозы и некоторых ароматизаторов из рецепта и заменив тростниковый сахар, корень сарсапарели, солодку, бересту и анис. A&W Canada запустила новую формулу, объявив День бесплатного корневого пива, предлагая бесплатное корневое пиво во всех местах 22 июля 2017 года.
В ноябре 2020 года Diet A&W была переименована в A&W Zero Sugar.

## Бренды
- A&W Sugar-Free был представлен в 1974 году[1]. В 1987 году он был переименован в Diet A&W[1]. В 2020 году напиток был переименован в A&W Zero Sugar[8].
- A&W Cream Soda и A&W Diet Cream Soda были представлены в 1986 году[1].
- A&W Floats[англ.] и Sunkist Floats были представлены в 2008 году.
- Весной 2013 года в американских супермаркетах начало появляться низкокалорийное корневое пиво A&W TEN.

## Акции и конкурсы
- Через eBay A&W и Джим Белуши предложили поездку в Лос-Анджелес с VIP-пропуском на «A&W Ultimate All-American Cookout and Concert» в House of Blues[англ.].
- На праздновании своего 100-летия A&W предложила бесплатную двухлитровую бутылку своего корневого пива в обмен на принятие Обязательства семейного отдыха, в рамках которого участникам предлагалось «быть без технологий в течение одного часа каждую пятницу вечером этим летом»[9].

## Великий Корневой Медведь
Великий Корневой Медведь (англ. The Great Root Bear), также называемый Рути (англ. Rooty), стал талисманом A&W Root Beer в 1973 году.
В телевизионной рекламной кампании канадской сети A&W его музыкальная тема называлась «Ba-Dum, Ba-Dum». Тема была выпущена как сингл на Attic Records в Канаде. Она была приписана «Большому Урсусу», игре слов с названием созвездия Большая Медведица, что означает «большой медведь». Сочинить песню помог знаменитый канадский композитор и член Зала славы Британской Колумбии Роберт Бакли.
В конце 1990-х роль Большого Корневого Медведя в качестве талисмана для сети ресторанов была уменьшена, и в конечном итоге его заменила «Семья Бургеров», хотя он по-прежнему появляется в различных образах в ресторанах A&W и на ящиках A&W Root Beer в Канаде.
В конце 2011 года новый владелец A&W снова начал использовать талисман, особенно в онлайн-ресурсах A&W.

## A&W Restaurants
Вскоре после того, как Аллен выкупил часть бизнеса Райта, он начал продавать продукт по франшизе. Его прибыль поступала от небольшой платы за франшизу и продажи концентрата. До 1978 года для франшиз не существовало стандартизированного меню продуктов питания. К 1960 году у компании насчитывалось 2000 магазинов.
В 1989 году A&W заключила соглашение с базирующейся в Миннесоте сетью закусочных Carousel Snack Bars о преобразовании 200 точек этой сети (в основном киосков в торговых центрах) в A&W Hot Dogs & More. Некоторые заведения A&W Hot Dogs & More работают и в настоящее время.
Многие магазины A&W, открывшиеся в США в годы владения компанией Yum! Brands (2002–2011), были объединены с другими сетями Yum! — Long John Silver's, Taco Bell, Pizza Hut и KFC.
По состоянию на декабрь 2011 года у A&W был новый владелец, а её штаб-квартира была перемещена обратно в Лексингтон, штат Кентукки. С тех пор в США и Юго-Восточной Азии A&W является компанией, принадлежащей франшизе.